# Crossings (Herbie Hancock)
| Recensione | Giudizio |
| ---------- | -------- |
| AllMusic   |          |

Crossings è un album discografico del musicista jazz statunitense Herbie Hancock, pubblicato dalla casa discografica Warner Bros. Records nel luglio del 1972.

## Tracce

### LP
Lato A (S40, 164)
1. Sleeping Giant – 24:50 (Herbie Hancock)

Lato B (S40, 165)
1. Quasar – 7:27 (Bennie Maupin)
2. Water Torture – 14:04 (Bennie Maupin)

## Formazione
- Mwandishi / Herbie Hancock - piano elettrico, piano, melotron, percussioni
- Jabali / Billy Hart - batteria, percussioni
- Mchezaji / Buster Williams - basso elettrico, contrabbasso, percussioni
- Mwile / Benny Maupin - sassofono soprano, flauto contralto, clarinetto basso, piccolo, percussioni
- Swahile / Eddie Henderson - tromba, flicorno, percussioni
- Pepo Mtoto / Julian Priester - trombone basso, trombone tenore, trombone contralto, percussioni

Altri musicisti
- Patrick Gleason - sintetizzatore moog
- Victor Pantoja - congas
- Candy Love - cori
- Sandra Stevens - cori
- Della Horne - cori
- Victoria Domagalski - cori
- Scott Beach - cori

Note aggiuntive
- David Rubinson & Friends - produttori
- Registrazioni effettuate al Pacific Recording Studios di San Mateo, California (Stati Uniti)
- Parti moog e melotron registrati al Different Fur Trading Company di San Francisco, California (Stati Uniti)
- Fred Catero - ingegnere delle registrazioni
- Patrick Gleason - ingegnere delle registrazioni
- Remixaggio effettuato da: David Rubinson, Fred Catero e Jerry Zatkin
- Robert Springett - dipinto copertina album originale
- Anne Foreman - foto interne copertina album originale[3]